# Cyrtopogon khasiensis
Cyrtopogon khasiensis là một loài ruồi trong họ Asilidae. Cyrtopogon khasiensis được Bromley miêu tả năm 1935. Loài này phân bố ở miền Ấn Độ - Mã Lai.